# Rainer Ernst
Rainer Ernst (Neustrelitz, DDR, 31 december 1961) is een voormalige Duits voetballer, die uitkwam voor de Duitse Democratische Republiek gedurende zijn loopbaan.

## Clubcarrière
Ernst begon zijn carrière bij Dynamo Neustrelitz. Na zeven jaar maakte hij de overstap naar de jeugd van BFC Dynamo. Eind jaren zeventig werd dit de topclub van Oost-Duitsland en Dynamo werd tien keer op rij kampioen. Daarna speelde hij voor achtereenvolgens 1. FC Kaiserslautern, Girondins Bordeaux, AS Cannes, FC Zürich en FSV Salmrohr.

## Interlandcarrière
Van 1981 tot 1990 trad Ernst in totaal 56 keer aan voor het DDR-elftal en scoorde 20 keer. Hij maakte zijn debuut voor de nationale ploeg op 11 november 1981 in de WK-kwalificatiewedstrijd tegen Malta (5-1) in Jena. Ernst trad in dat duel na 79 minuten aan als vervanger van Wolfgang Steinbach. Andere debutanten namens de DDR in dat duel waren Andreas Krause (Carl Zeiss Jena) en Rainer Troppa (BFC Dynamo).

## Erelijst
BFC Dynamo
- DDR-Oberliga

1979, 1980, 1981, 1982, 1983, 1984, 1985, 1986, 1987, 1988
- FDGB-Pokal

1988, 1989
- DDR Supercup

1989
- Topscorer DDR-Oberliga

1984 (20 goals)
1985 (24 goals)